# Die Nacht auf dem Friedhof

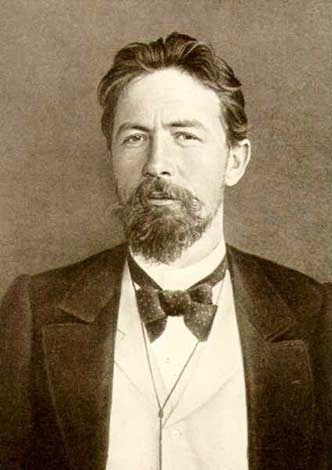
Anton Tschechow

Die Nacht auf dem Friedhof (russisch Ночь на кладбище, Notsch na kladbischtsche) ist eine humoristische Kurzgeschichte des russischen Schriftstellers Anton Tschechow, die am 8. Januar 1886 im Heft 1 der Moskauer Satire-Zeitschrift Die Grille (russ. Сверчок, Swertschok) abgedruckt wurde.
1894 wurde die Geschichte ins Slowakische übersetzt (V noci na cintoríne).

## Inhalt
Junge Damen umschwärmen Iwan Iwanytsch. Er soll etwas zum Fürchten erzählen.
Wie in jeder besseren russischen Geschichte spielt die Trunkenheit eine Hauptrolle. Moskau an der Schwelle des neuen Jahres: Im strömenden Regen tastet sich Iwan in der Neujahrsnacht um zwei Uhr nach Hause. Die für einen Betrunkenen beträchtliche Entfernung von der Mestschanskaja- zur Presnja-Straße legt er ohne besondere Vorkommnisse zurück. Trübe leuchtende Laternen werden bald von fast undurchdringlicher Finsternis abgelöst. Iwan verirrt sich und fragt entsetzt: Wie weiter? Die Antwort: Immer der Nase nach. Nach mehreren heftigen Zusammenstößen mit Laternenpfählen nimmt Iwan ziemlich mitgenommen auf einer Sitzgelegenheit Platz. Wenn nur der Brummschädel nicht wäre! Ein Lichtblick: Die Streichhölzer sind trockengeblieben. Im Schein der ersten Flamme bemerkt Iwan ein hölzernes Grabkreuz. Und er sitzt auf einem Grabstein. Iwan hat die Presnja-Straße verfehlt und sich in die Gegend von Wagankowo verirrt. Zwar fürchtet sich Iwan weder vor Friedhöfen noch vor Toten und auch das Geheul von zwei Grabbewohnern erträgt er, doch als sich eine schwere Knochenhand auf seine Schulter legt, verliert der Rastende schließlich das Bewusstsein.
Am Neujahrsmorgen wird Iwan aus der vergitterten Zelle der Polizeiwache entlassen. Zwei Gendarme hatten ihn in der Grabsteinhandlung Beloryssow aufgegriffen und danach vorsorglich festgesetzt.

## Hintergrund
Zuvor – also in den Jahren 1882 bis 1885 – hatte der freiberufliche Schriftsteller Anton Tschechow bereits etliche humoristische Kurzgeschichten in dem Witzblatt Oskolki publiziert. Von dessen damaligen Herausgeber und Redakteur Nikolai Leikin sind mehrere Briefe an die Adresse des Autors überliefert, in denen sich der Zeitungsmann über den „Überläufer“ zur Konkurrenz mokiert.

## Deutschsprachige Ausgaben
- Die Nacht auf dem Friedhof in: Anton Tschechow: In der Sommerfrische. Erzählungen 1880–1887. Aus dem Russischen neu übersetzt von Vera Bischitzky. Mit einem Nachwort von Gerhard Bauer. 502 Seiten. Artemis und Winkler, Düsseldorf 2003. ISBN 978-3-538-06969-5

### Verwendete Ausgabe
- Die Nacht auf dem Friedhof. Erzählung aus den zwölf Nächten, S. 29–33 in Gerhard Dick (Hrsg.) und Wolf Düwel (Hrsg.): Anton Tschechow: Das schwedische Zündholz. Kurzgeschichten und frühe Erzählungen. Deutsch von Wolf Düwel. 668 Seiten. Rütten & Loening, Berlin 1965 (1. Aufl.)